# 岩知志站

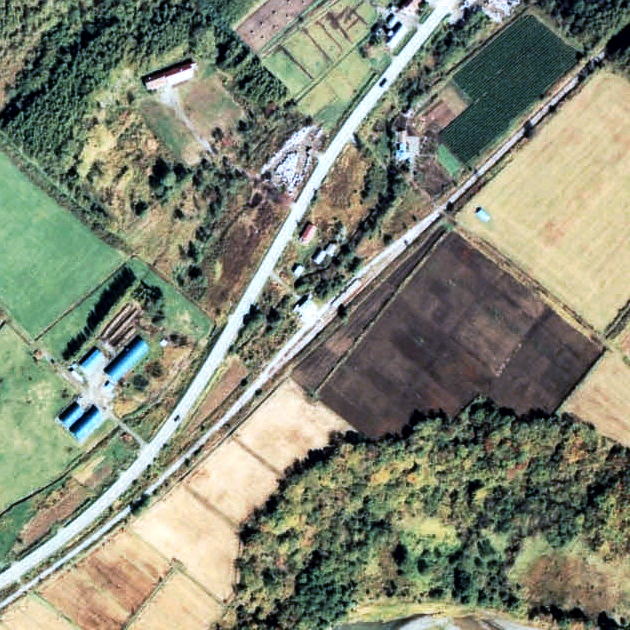
1978年的岩知志站與方圓約500米範圍。右上方是日高町方向。

岩知志站（日语：／ Iwachishi eki */?）是位於北海道沙流郡平取町字岩知志，日本國有鐵道的富內線車站（廢站）。隨著富內線廢除，車站在1986年（昭和61年）11月1日廢除。

## 歷史
- 1964年（昭和39年）11月5日 - 國有鐵道富內線振內站至日高町站之間開通，此站啟用[1]。當時為客運車站[1]。
- 1968年（昭和43年）11月1日 - 成為無人車站。
- 1986年（昭和61年）11月1日 - 富內線全線廢除，此站也廢除[2]。

### 站名的由來
「應當地人的要求」下，為所在地名命名。地名取自阿伊努語的「イワチㇱ（iwa-tis）」，其意思為「山中的窪地」。

## 車站構造
截至車站廢除前，此站是地面車站，設有1面1線的單式月台。月台位於路軌北邊（日高町方向的列車會開啟左邊車門）。此站沒有轉轍器。在車站啟用當初設有1面2線的島式月台，處時可進行列車交會。在無人化之際，兩邊的轉轍器被撤走。靠近車站大樓不再使用的路軌還存在。
此站是無人車站，在有人車站時代還有小型車站大樓。車站大樓位於站內西邊，鄰接通往月台的通道。

## 使用狀況
- 在1981年度（昭和56年度），1日上下車人次為4人[6]。

## 車站周邊
- 國道237號（日高國道）
- 岩知志水壩
- 沙流川[8]

## 現況
截至2011年（平成23年），車站遺址變成空地。路軌遺址變成碎石路。

## 相鄰車站
日本國有鐵道
富內線
仁世宇－岩知志－日高岩內

## 注腳
1. 1 2 3 4  石野哲（編）. . JTB. 1998: 866. ISBN 978-4-533-02980-6 （日语）.
2. 1 2  . 官報. 1986-10-14 （日语）.
3. ↑   第1版. 札幌市: 日本国有鉄道北海道総局. 1973-3-25: 99. ASIN B000J9RBUY （日语）.
4. ↑  山田秀三. . アイヌ語地名の研究　別巻 2. 浦安市: 草風館. 2018-11-30: 367. ISBN 978-4-88323-114-0 （日语）.
5. ↑  本多 貢. 児玉　芳明 , 编. . 札幌市: 北海道新聞社. 1995-01-25: 23  [2018-11-14]. ISBN 4893637606. OCLC 40491505 （日语）.
6. 1 2 3  書籍《国鉄全線各駅停車1 北海道690駅》（小學館，1983年7月發行）108頁。
7. 1 2  書籍《北海道の鉄道廃線跡》（著：本久公洋，北海道新聞社，2011年9月發行）91-92頁。
8. ↑  書籍《北海道道路地図 改訂版》（地勢堂，1980年3月發行）11頁。